# Chenopodiopsis retrorsa
Chenopodiopsis retrorsa är en flenörtsväxtart som beskrevs av O.M. Hilliard. Chenopodiopsis retrorsa ingår i släktet Chenopodiopsis och familjen flenörtsväxter. Inga underarter finns listade i Catalogue of Life.